# Britt Janyk

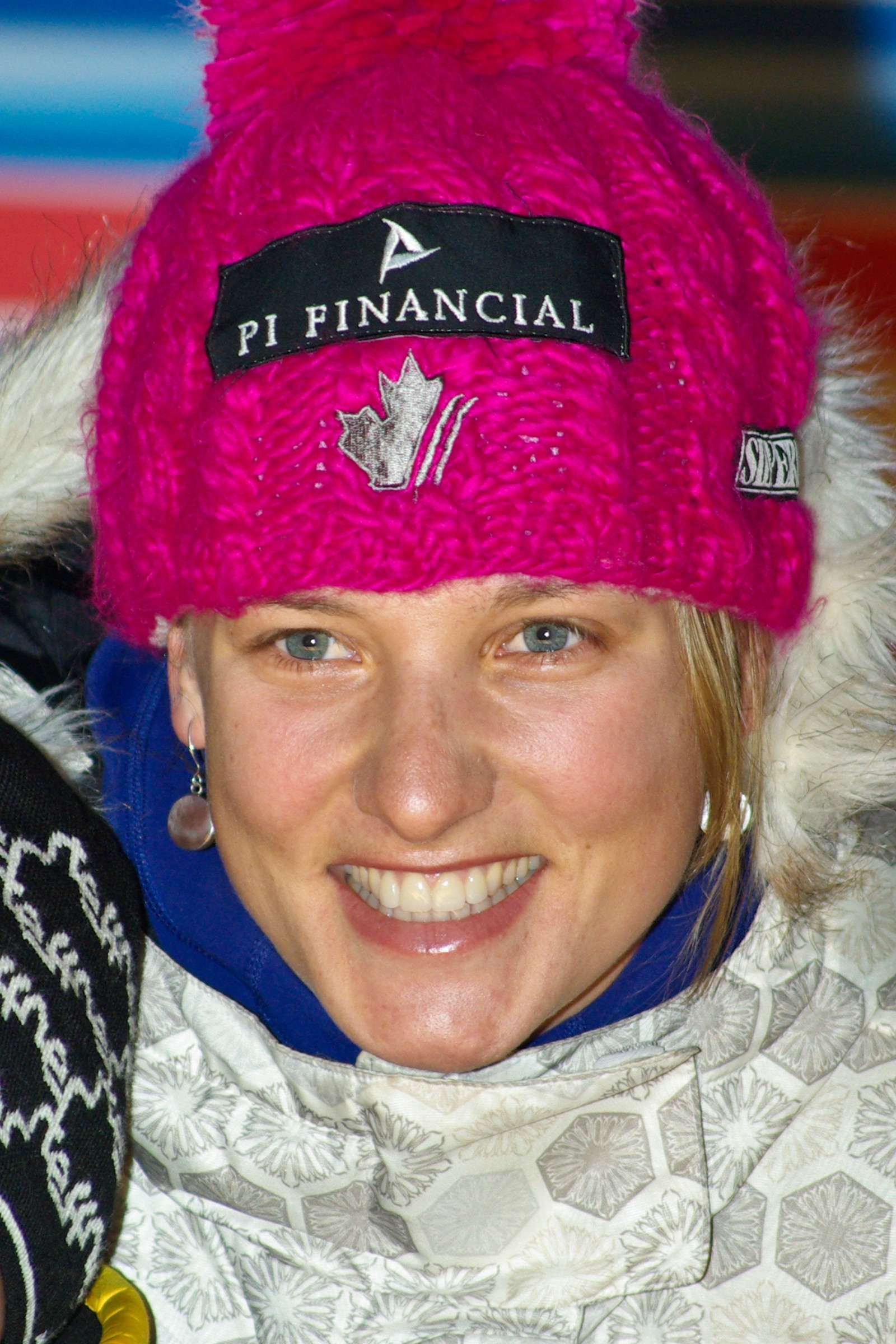
Britt Janyk (2009).

Britt Janyk nació el 21 de mayo de 1980 en North Vancouver (Canadá). Es una esquiadora que tiene 1 victoria en la Copa del Mundo de Esquí Alpino (con un total de 2 podiums).

## Resultados

### Juegos Olímpicos de Invierno
- 2010 en Vancouver, Canadá
  - Descenso: 6.ª
  - Super Gigante: 17.ª
  - Eslalon Gigante: 25.ª

### Campeonatos Mundiales
- 1999 en Vail, Estados Unidos
  - Eslalon Gigante: 31.ª
- 2001 en Sankt Anton am Arlberg, Austria
  - Eslalon Gigante: 23.ª
- 2003 en St. Moritz, Suiza
  - Eslalon: 26.ª
- 2007 en Åre, Suecia
  - Super Gigante: 4.ª
  - Descenso: 12.ª
  - Combinada: 18.ª
  - Eslalon Gigante: 32.ª
- 2009 en Val d'Isère, Francia
  - Super Gigante: 17.ª
  - Eslalon Gigante: 26.ª
- 2011 en Garmisch-Partenkirchen, Alemania
  - Descenso: 15.ª
  - Super Gigante: 15.ª
  - Eslalon Gigante: 28.ª

### Copa del Mundo

#### Clasificación general Copa del Mundo
- 2000-2001: 80.ª
- 2001-2002: 71.ª
- 2002-2003: 34.ª
- 2003-2004: 79.ª
- 2004-2005: 77.ª
- 2006-2007: 28.ª
- 2007-2008: 12.ª
- 2008-2009: 40.ª
- 2009-2010: 38.ª
- 2010-2011: 36.ª

#### Clasificación por disciplinas (Top-10)
- 2006-2007:
  - Super Gigante: 7.ª
- 2007-2008:
  - Descenso: 3.ª

#### Victorias en la Copa del Mundo (1)

##### Descenso (1)
| Fecha                  | Lugar |
| ---------------------- | ----- |
| 8 de diciembre de 2007 | Aspen |